# 山海关清真寺
40°00′09″N 119°44′42″E / 40.0026°N 119.745°E
山海关清真寺，位于河北省秦皇岛市山海关区关城西路34号，是伊斯兰教清真寺。

## 简介
山海关清真寺始建于明朝洪武十三年（1380年），位于山海关关城西门外护城河畔。文革期间，1970年被山海关制鞋厂部分占用，1980年退还。
中共十一届三中全会后，人民政府两次拨款重修山海关清真寺。左宝贵驻守山海关时曾赠匾额一方，题有“道合中庸”，该匾额也在重修中整修复原。1985年11月4日，为庆祝大寺修复竣工而召开大会，数百人参加，秦皇岛市副市长到会祝贺并为大寺揭匾。
山海关清真寺总占地面积3952平方米。礼拜殿为卷帘式砖木结构建筑。窑殿是四角攒尖顶，殿前抱厦斗拱翼角翘起，抱厦内有阿拉伯文、汉文匾额多块。殿内有“敏拜尔”，深处的“米哈拉布”为阿拉伯式拱门，正中刻有《古兰经》首章，殿内悬挂阿拉伯文匾额。大殿前，对称分布有南、北讲堂，堂前有一座古井亭，外院有喷水池、男女沐浴室、殡仪室。